# Керченский железнодорожный мост
Ке́рченский железнодоро́жный мост — мостовой переход через Керченский пролив, существовавший в 1944—1945 годах и соединявший косу Чушка с Керченским полуостровом. По протяжённости являлся одним из самых больших мостов, построенных в Великую Отечественную войну, и, в период своего существования, являлся самым длинным мостом СССР. Общая длина моста составляла 4452 м.
Строительство началось весной 1944 года, вскоре после освобождения Крыма советскими войсками. При строительстве использовались материалы, оставленные германской армией. Движение было открыто уже осенью, однако строительные работы ещё продолжались. В декабре из-за постоянных штормов основные работы пришлось прекратить; к этому моменту была построена только часть ледорезов.
В феврале 1945 года, через три месяца после открытия моста, его опоры были разрушены льдом, и мост был разобран.

## История

### Предыстория моста
Первым, кто серьёзно задумался о сооружении моста через пролив стал морской офицер и инженер Владимир Дмитриевич Менделеев, сын создателя периодической таблицы химических элементов Д. И. Менделеева. Его работа «Проект поднятия уровня Азовского моря запрудою Керченского пролива» вышла в 1899 году, уже после смерти автора.
В начале XX века в Российской империи прорабатывались проекты строительства железнодорожного моста через Керченский пролив. Были предложены два возможных варианта маршрута: северный, между Керченским полуостровом и косой Чушка, и южный, проходящий через Тузлинскую косу. С разрешения Николая II в 1910 году началось планирование южного варианта маршрута, но начавшаяся Первая мировая война помешала созданию железной дороги через пролив.
В 1930-е годы планировалось проложить железную дорогу с юга Украины от Херсона через Крым, по мосту через Керченский пролив и затем вдоль всего Черноморского побережья Кавказа до Поти. Детали для моста через пролив заказали в Германии. В связи с началом Великой Отечественной войны эти планы были отложены.

#### Канатная дорога через Керченский пролив
Вновь вопрос о строительстве постоянной переправы через пролив встал с началом Великой Отечественной войны, и был связан с необходимостью стабильного снабжения войск. Так, в 1942 году немецкими войсками было начато строительство канатной дороги через оккупированную ими акваторию пролива.
Канатная дорога была открыта 14 июня 1943 года; как писал Альберт Шпеер, она «худо-бедно обеспечивала потребности находившейся в обороне 17-й армии». Пропускная способность канатной дороги была до тысячи тонн грузов в сутки.

#### Строительство двух мостов через Керченский пролив по приказу Гитлера
Весной 1943 года Гитлер отдал приказ начать строительство пятикилометрового автомобильного и железнодорожного моста через Керченский пролив для последующего вторжения в Иран через Кавказ. Начались строительные работы, однако наступление Красной армии не позволило германским войскам завершить строительство. При отступлении германских войск канатная дорога была частично демонтирована, а частично взорвана, уничтожен ими был и недостроенный мост.

#### Восстановление канатной дороги
В феврале 1944 года советские войска восстановили канатную дорогу и использовали её для поддержки наступления, позднее та была разобрана и перебазирована в Карпаты.

### Создание железнодорожного моста

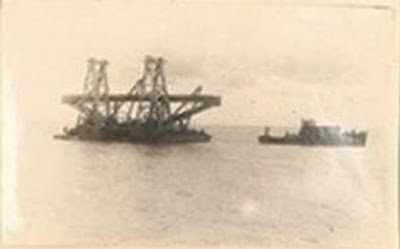
Транспортировка опоры для моста через Керченский пролив (1944 год)

Во время нацистской оккупации Крыма советская разведка тщательно отслеживала состояние транспорта на полуострове, а сведения о положении на канатной дороге и строительстве моста через Керченский пролив выделялись в отдельный раздел в донесениях. 25 января 1944 года, ещё до освобождения Керчи (состоялось 11 апреля 1944 года), Государственный комитет обороны принял постановление о строительстве железнодорожного моста через пролив, завершить которое потребовал до 15 июля 1944 года. Ко времени освобождения Керчи уже велось проектирование мостового перехода, велись подготовительные и строительные работы на восточном подходе к мосту и на сооружении эстакады со стороны Кавказа. Для защиты строительства моста и действующей переправы от воздушного нападения весной 1944 года использовалось 470 зенитных орудий, 294 зенитных пулемета, 132 прожектора, 96 истребителей и 2 радиолокационные станции РУС-2 для наведения истребителей на воздушные цели.
Для ускорения введения моста в эксплуатацию работы разделили на две очереди, тем не менее заявленные в постановлении сроки были невыполнимы. Возведение моста заняло 7 месяцев, первый поезд от станции Крым до станции Кавказ проехал 3 ноября 1944 года. При этом к этому времени были в основном закончены лишь сооружения первой очереди (создание основных конструкций моста), а для защиты его от штормов и ледохода требовалось выполнить ещё ряд других работ. Сильно ухудшившиеся погодные условия, в первую очередь участившиеся зимние шторма, не позволили выполнить работы, необходимые для пропуска ледохода.
«...К началу ледохода не все ростверки были забетонированы, на некоторых опорах не была закончена забивка наклонных свай. Ледорезы отсутствовали... Деформации моста были вызваны большим ледяным полем, принесенным течением. Если бы льдины давили одновременно на достаточно большое количество опор, то сопротивление последних было бы достаточным, чтобы остановить их, так как при небольшом расстоянии между опорами статическое давление на каждую из них не могло быть особенно большим. В действительности льдины, размеры которых в плане нередко во много раз превышали расстояние между опорами, вследствие неровности краев оказывали давление на 2-3 опоры одновременно, а потому вызвали их повреждение. Большая часть ростверков была не забетонирована или имела еще слабый бетон. Толщина льда достигала 0,5-1 м, в некоторых местах лед забивался до дна пролива. Из забетонированных опор поврежденными оказались, главным образом, ростверки, забетонированные незадолго до ледохода, бетон которых еще не успел окрепнуть».
Во время шторма навалом баржи бетонного завода была разрушена эстакада кавказского берега.
Из телеграммы в ГУВВР Н. А. Холина и И. М. Павлова от 26 декабря 1944 года: «В течение 15 дней шторм не прекращается. Ветер от 7 до 10 баллов. Вся эстакада обледенела. Воду перебрасывает через эстакаду. Не можем снять с берега буксир „Арарат“ и плавкран. Идет бойка свай на эстакаде. Ветер сбивает людей, их меняем через 4 часа, больше не выдерживают. С воды работы вести нельзя. Волны до 2 метров. Шпренгели закончились. Раньше 2 недель восстановление моста не закончится».

### Ледовая авария
Зимой северо-восточным ветром из Азовского моря в пролив нагнало лёд, который 18 февраля 1945 года разрушил 32 опоры. К этому времени успели построить только 5 ледорезов. Пролётные строения упали в море. К 20 февраля было повреждено 42 опоры. Сохранилось 73 опоры, эстакада и земляная дамба.
За несколько дней до разрушения по мосту проследовал поезд советской делегации, который возвращался с Ялтинской конференции, закончившейся 11 февраля.
Непосредственной причиной аварии являлось отсутствие действенных мероприятий по противоледовой защите моста, но правительственная комиссия выявила и более серьёзные конструктивные и организационные ошибки, во многом вытекавшие из «аврального» характера работ, — несоответствие типа мелкопролётного моста ледовому режиму в данной области пролива, невыполнение мероприятий по защите моста ото льда (что, в том числе, было и следствием неверного организационного решения — эти мероприятия, являясь по своей природе первоочередными, были ошибочно отнесены ко второй очереди строительства), ведение строительства без исчерпывающих изысканий и определённого технического проекта (что означало и неопределённость в самом типе противоледовой защиты), недостаточная оснащённость стройки. Восстановление этого моста требовало больших финансовых затрат и притом сохраняло основные конструктивные недостатки, что означало и риск повторения ледовой аварии. В этой связи, восстанавливать мост не стали, правительственная комиссия рекомендовала разобрать мост и выстроить новый, что и было закреплено в постановлении ГКО от 31 мая 1945 года.
Остатки опор мешали судоходству многие годы. Ещё в 1968 году продолжалась ликвидация в районе Керчь-Еникальского судоходного канала сохранившихся остатков опор.

## Конструкция моста
Начинаясь от Чушки километровой каменной дамбой, мост пересекал пролив и выходил на низменный берег Еникальского полуострова между мысом Опасное и посёлком Жуковка. В конструкции моста использовались сваи длиной до 30 м, длина моста составила четыре с половиной километра, ширина — около трёх метров, он имел 111 однотипных пролётов по 27,3 м, два разводных пролёта по 27 м и два разводных пролёта по 55 м. Разводные пролёты были выполнены поворотными — поворачивающееся на средней опоре пролётное строение перекрывало сразу два судоходных пролёта. Эстакады у берега и дамба составили полную длину мостового перехода. Одновременно сооружались железнодорожные линии подходов к мосту: от станции Сенной на Кавказском берегу и от завода Войкова на Крымском берегу.
На конструкцию моста повлиял материал: для пролётных строений и свайных опор использовали трофейный металл, в спешке отступления оставленный гитлеровцами, которые собирались строить автомобильный мост.
В комплекс строительства также входило сооружение подходов: со стороны Кавказа от станции Сенная до станции Кавказ и со стороны Крыма участок Крым — Керчь. Первый имел протяжённость 46, второй — 18 км.

## Новая переправа
В скором времени после разрушения моста началась проработка вариантов строительства новой переправы. Был запроектирован высоководный двухъярусный мост на два железнодорожных пути и две полосы для автотранспорта от Еникале до косы Чушка длиной 6 км и стоимостью сооружения 850 млн рублей. Высота подмостового габарита на судоходном пролёте предполагалась 40 м, максимальная глубина погружения свай — 55 м. Схема моста: 3 × 55 м + 8 × 110 м + 8 × 220 м + 8 × 110 м + 25 × 55 м + эстакада. На подготовительных работах по сооружению моста в 1947—1948 годах было потрачено 24 млн рублей. Помимо прочего была сооружена опытная опора на сваях глубокого заложения (43 м). в 1949 году на стройке работало 1200 человек, дополнительно на строительство выделялось 50 млн рублей. В том же году Совет министров СССР принял постановление о строительстве постоянного совмещённого железнодорожно-автомобильного моста. В 1950 году строительство моста было прекращено и вместо него началось сооружение паромной переправы.
С этого времени идея моста через Керченский пролив была, в сущности, на десятилетия «отложена на дальнюю полку»: хотя предложения по сооружению сухопутного транспортного перехода в том или ином виде выдвигались и в дальнейшем, дальше проектов дело не шло, а паромная переправа оставалась единственным средством автомобильного и железнодорожного сообщения через Керченский пролив как в дальнейшие годы существования СССР, так и после его распада, который к существовавшему физическому (через пролив) отделению Крыма от России добавил и государственную границу — полуостров стал частью независимой Украины, тогда как таманский берег пролива остался российской территорией.
Аннексия Крыма Россией, непризнанная Украиной и бо́льшей частью международного сообщества, поставила под угрозу стабильность транспортного сообщения России с аннексированных территорией, поскольку Украина оставалась единственным государством, имевшим в то время сухопутную связь с Крымом, и имела возможность изолировать неподконтрольную территорию путём перекрытия жизненно важных транспортных путей, а функционирование Керченской переправы сильно зависело от погодных условий. В этой ситуации руководство России приняло решение о создании нового транспортного перехода — Крымского моста — которое было завершено в 2019 году.